# Type 38 (obice 120 mm)
Il Type 38 era un obice campale da 120 mm usato dall'Esercito imperiale giapponese durante la seconda guerra sino-giapponese e la seconda guerra mondiale. Il nome era dovuto all'anno di adozione da parte dell'Esercito imperiale, il 38º di regno dell'imperatore Meiji, cioè il 1905.

## Descrizione
Il pezzo era caratterizzato da una canna molto corta, un affusto a coda unica e grandi ruote in legno. L'otturatore era del tipo a vite interrotta ed il sistema di rinculo idraulico a molla. L'affusto non era dotato di scudo.
I manovellismi di elevazione e brandeggio e la mira panoramica erano sul lato sinistro della culatta. Il meccanismo di sparo, azionato da un cordino, era del tipo a percussione.
Il pezzo disponeva di proietti HEAT da 19,95 kg e di shrapnel caricati con 300 pallette in piombo. I proietti erano contrassegnati con il solito codice colore giapponese, simili nell'aspetto alle granate APHE e shrapnel da 75 mm.